# IC 1822
IC 1822 ist ein Stern im Sternbild Cetus. Das Objekt wurde am 22. Dezember 1894 von Stéphane Javelle entdeckt, welches fälschlicherweise in den Index-Katalog aufgenommen wurde.